# بیتل، میسوری
بیتل (به انگلیسی: Bethel) یک روستا (ایالات متحده آمریکا) در ایالات متحده آمریکا است که در شهرستان شل‌بای، میزوری واقع شده‌است.
 بیتل ۰٫۳۶ کیلومتر مربع مساحت و ۱۲۲ نفر جمعیت دارد و ۲۱۸ متر بالاتر از سطح دریا واقع شده‌است.